# Alison Hume
Pour les articles homonymes, voir Hume.
Alison Louise Hume est une femme politique du Parti travailliste britannique et une scénariste de télévision. Elle devient députée de Scarborough et Whitby en 2024. À la télévision, elle est connue pour son travail en tant que créatrice et productrice exécutive de la série CBBC The Sparticle Mystery (en) et du drame de la BBC Rocket Man (en).

## Biographie
Alison Hume naît à Hull et grandit dans l'Essex, avec son père, un comptable, originaire de York,. Elle retourne dans le Yorkshire avec ses parents, lorsqu'ils prennent leur retraite, et s'installe à Poppleton.

## Carrière dans l'industrie cinématographique
Hume étudie à la Northern Film School (en) et suit une formation pour scénaristes à Carlton. Elle travaille comme scénariste pour la télévision et le cinéma, écrivant entre autres le long métrage Pure en 2003 et le téléfilm Beaten en 2005. Elle dispose de sa propre société de production, par l'intermédiaire de laquelle elle produit les émissions Summerhill (en) et The Sparticle Mystery de CBBC, qu'elle a toutes deux écrites,.

## Carrière politique
Après la naissance de son deuxième fils atteint d'une maladie chromosomique rare, Hume devient une militante des droits des personnes handicapées, et cofonde le York Accessibility Action. C'est grâce à son militantisme qu'elle est entrée en politique,. Aux élections du Parlement européen de 2019, Hume se présente comme candidate du Parti travailliste dans la circonscription du Yorkshire et du Humber,. Hume est également candidate aux élections de 2021 (en) pour le poste commissaire de police, d'incendie et de criminalité du Yorkshire du Nord (en). En 2023, elle est choisie comme candidate du Parti travailliste pour Scarborough et Whitby aux élections générales de 2024, un scrutin qu'elle remporte avec une majorité de plus de 5 000 voix,.

## Filmographie

### Séries télévisées
- 2002-2003 : Le vice (2 épisodes)
- 2004 : Flics toujours
- 2005 : L'homme fusée (3 épisodes)
- 2007 : Les Mystères romains (2 épisodes)
- 2011-2015 : Le mystère des sparticules (36 épisodes)
- 2019 : Holby City (1 épisode)
- 2019 : Tellement gênant (1 épisode)
- 2020 : Jamie Johnson (2 épisodes)

### Téléfilms
- 2005 : Battu
- 2008 : Colline d'été

## Récompenses
| Année | Prix                                             | Catégorie           | Récipiendaires                                                     | Résultat |
| ----- | ------------------------------------------------ | ------------------- | ------------------------------------------------------------------ | -------- |
| 2008  | Prix de l'Académie britannique pour les enfants  | Enfants : Théâtre   | Alison Hume (avec Stephen Smallwood et Jon East), pour Summerhill. | nommée   |
| 2008  | Prix de l'Académie britannique pour les enfants  | Enfants : Écrivain  | Alison Hume, pour Summerhill                                       | lauréate |
| 2008  | Prix de la Royal Television Society              | Écrivain de l'année | Alison Hume, pour Summerhill                                       | lauréate |
| 2015  | Prix de la Royal Television Society – Yorkshire, | Écrivain – Drame    | Alison Hume, pour The Sparticle Mystery                            | nommée   |